# Foz Cataratas Futebol Clube
Foz Cataratas Futebol Clube é um time de futebol feminino da cidade de Foz do Iguaçu, no estado brasileiro do Paraná, fundado em 2010.

## História
O projeto teve início em novembro de 2009 e tem como idealizador o locutor esportivo Luciano do Valle e o professor de Educação Física Alekssandro Hamann Fogagnoli. O início dos treinamentos ocorreram em 22 de fevereiro de 2010 e sua estréia nos gramados foi dia 7 de março de 2010. O jogo de estréia foi na véspera do Dia Internacional da Mulher, realizado no Estádio do ABC em Foz do Iguaçu, com o resultado de vitória contra a Universidad Autónoma, do Paraguai, por 2 a 1.
O time se caracteriza pelo uniforme com as cores azul celeste e branco.
No seu primeiro ano, conquistou o Campeonato Paranaense e o vice da Copa do Brasil, considerado então o campeonato nacional.

## Títulos
| INTERNACIONAL | INTERNACIONAL                                  | INTERNACIONAL | INTERNACIONAL                                   |
|               | Competição                                     | Títulos       | Temporadas                                      |
| ------------- | ---------------------------------------------- | ------------- | ----------------------------------------------- |
|               | Torneio Internacional de Foz do Iguaçu         | 1             | 2011                                            |
| NACIONAL      |                                                |               |                                                 |
|               | Competição                                     | Títulos       | Temporadas                                      |
|               | Copa do Brasil                                 | 1             | 2011                                            |
| ESTADUAIS     |                                                |               |                                                 |
|               | Competição                                     | Títulos       | Temporadas                                      |
|               | Campeonato Paranaense                          | 8             | 2010, 2011, 2012, 2013, 2014, 2017, 2018 e 2019 |
| REGIONAIS     |                                                |               |                                                 |
|               | Competição                                     | Títulos       | Temporadas                                      |
|               | Torneio RPC TV Interclubes de Futebol Feminino | 1             | 2011                                            |

 Campeão Invicto.

## Campanha em Destaque
- Vice-campeão do Campeonato Paranaense: 2007
- Vice-campeão da Copa do Brasil: 2010
- Vice-campeão do Torneio Internacional de Clubes: 2011
- Vice-campeão da Copa Libertadores: 2012
- 3ª colocado do Campeonato Brasileiro: 2013